# Dendrocygna arborea
La yaguasa de pico negro, conocida en Cuba como yaguasa o Cuba libre, conocida en Puerto Rico como chiriría y en República Dominicana como yaguasa antillana, (Dendrocygna arborea)  es una especie de ave anseriforme de la familia Anatidae, autóctona de varias islas caribeñas. Se encuentra en Cuba, islas Caimán, República Dominicana, Puerto Rico, Haití, Jamaica y Bahamas.